# 1,1'-二茂铁二甲酸
1,1'-二茂铁二甲酸是一种有机化合物，化学式为C12H10FeO4。它可由1,1'-二乙酰基二茂铁和次氯酸钠溶液反应制得。它具有羧酸的通性，如和草酰氯反应，可以得到1,1'-二茂铁二甲酰氯；和金属盐反应，生成二茂铁二甲酸的盐。